# Pneu sans chambre à air

Coupe du pneu tubeless :
1. ceinture d'acier
2. structure radiale
3. tringles (fil d'acier circulaire)
4. jante
5. bande de roulement
6. flanc
7. talon

Le pneu sans chambre à air, dit parfois « pneu sans chambre » (en anglais, pneu « tubeless », littéralement « sans chambre à air »), est un pneu sans chambre à air visible qui a l'avantage de présenter moins de risques de crevaisons rapides, par rapport à un pneu classique comportant une chambre à air. 

## Histoire

### Automobile
En Grande-Bretagne, le Néo-Zélandais Edward Brice Killen dépose une demande de brevet le 27 novembre 1928 pour un pneu sans chambre à air, le brevet est attribué le 27 mai 1930. Le brevet français, déposé par Killen fin 1929, est délivré le 1er avril 1930.
Le principe est développé dans les années 1950, notamment par l'américain BF Goodrich ou le français Michelin (1955) et se répand sur le marché de l'automobile, jusqu'à son adoption généralisée. Des pneus tubeless commencent à être montés en série sur des motos à la fin des années 1970.
En 1996 Michelin invente le pneu PAX System qui permet de « rouler à plat » pendant 80 km.

### Vélo
Le tubeless apparaît à la fin des années 1990 dans le milieu cycliste, d'abord pour le VTT. Son utilisation se démocratise énormément dans les années 2000 avec des VTT vendus en première monte avec des pneus tubeless. Leur installation est néanmoins plus compliquée et nécessite une certaine technique.